# 梁輝

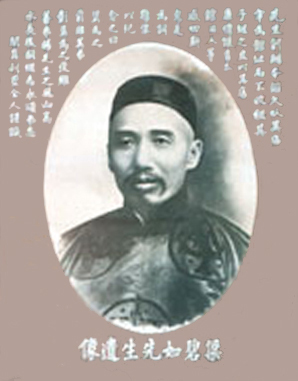

梁輝（Leong Fee，1857年—1911年），名廷芳，字广辉，号碧如（「梁碧如」作“Liang P'i Joo”，一作璧如），广东嘉应州人，客家人，马来西亚华侨商人。

## 生平
1876年，梁辉从广东来到马来亚。他一开始到达槟城，一年半之后他迁居霹雳州，在这里他开始通过锡矿积累财富。他是锡矿矿主、商人。1892年，他任近打巡狱太平绅士（visiting Justice for Kinta）。1909年，他成为联邦立法会（Federal Legislative Council）首位华人成员。他还是槟城州参议员、霹雳州议政局局员，以及慈善家。1902年至1908年，他任中国驻槟城副领事。他同百万富翁兼慈善家谢荣光的女儿结婚。谢荣光在梁辉之前任中国驻槟城副领事。梁辉也是皇家文艺学会成员之一。
1902年，他在淡汶（Tambun）开矿。一年后，淡汶创造了锡矿产量的世界纪录。
梁燊南（Leong Sin Nam）曾经在他的锡矿工作过。

## 名下财产

### 梁辉大洋楼
莲花河街（Leith Street）上的梁辉大洋楼是一座建于1900年代的私人住宅，如今属于克里斯蒂安兄弟，被租给艺术学校赤道艺术学院（Akademi Seni Equator）

### 閒真別墅
1893年，梁辉创建了閒真別墅。这是一座锡矿矿主们的俱乐部，由梁辉拥有。梁辉去世后，其子梁恩權（Liang En-Chuen）继承了该别墅，并最终将其卖给了该别墅的管理层。梁恩權也是皇家文艺学会的成员。